# アーロン・ライリー
アーロン・ライリー（Aaron Riley、1980年12月9日 - ）は、アメリカ合衆国の男性総合格闘家。インディアナ州カネルトン出身。ジャクソンズMMA所属。元HOOKnSHOOTミドル級王者。

## 来歴
16歳の時から総合格闘技の試合に出場している。
2000年8月19日、HOOKnSHOOTミドル級（-76kg）王座決定戦でスティーブ・バーガーと対戦し、3-0の判定勝ちを収め王座獲得に成功した。
2002年5月10日、UFC初参戦となったUFC 37でロビー・ローラーと対戦し、0-3の判定負け。
2005年5月22日、PRIDE初参戦となったPRIDE 武士道 -其の七-で小見川道大と対戦し、KO勝ちを収めた。
2006年1月16日、3年8か月ぶりのUFC参戦となったUltimate Fight Night 3でスペンサー・フィッシャーと対戦し、1R終了時点でドクターストップ負けとなった。
2006年12月2日、BodogFightのMFCウェルター級タイトルマッチでエディ・アルバレスと対戦し、スタンドパンチ連打でKO負けを喫し王座獲得に失敗した。
2007年9月20日、IFLでライアン・シュルツと対戦し、0-3の判定負けを喫した。
2008年11月15日、2年10か月ぶりのUFC参戦となったUFC 91でジョルジ・グージェウに判定勝ちを収め、ファイト・オブ・ザ・ナイトを受賞した。
2009年3月7日、UFC 96でシェイン・ネルソンにTKO負けを喫するも、その約半年後の8月8日、UFC 101の再戦ではネルソンを判定で破った。
2009年11月14日、UFC 105でロス・ピアソンと対戦し、首相撲からの跳び膝蹴りで額をカットし、ドクターストップ負けとなった。
2013年7月27日、UFC on FOX 8でジャスティン・サラスと対戦し、1-2の判定負け。2連敗となり試合後に引退を表明した。

## 戦績
| 総合格闘技 戦績 | 総合格闘技 戦績 | 総合格闘技 戦績 | 総合格闘技 戦績 | 総合格闘技 戦績 | 総合格闘技 戦績 | 総合格闘技 戦績 |
| --------------- | --------------- | --------------- | --------------- | --------------- | --------------- | --------------- |
| 45 試合         | (T)KO           | 一本            | 判定            | その他          | 引き分け        | 無効試合        |
| 30 勝           | 5               | 14              | 11              | 0               | 1               | 0               |
| 14 敗           | 7               | 2               | 5               | 0               | 1               | 0               |

| 勝敗 | 対戦相手                 | 試合結果                         | 大会名                                                             | 開催年月日     |
| ×    | ジャスティン・サラス     | 5分3R終了 判定1-2                | UFC on FOX 8: Johnson vs. Moraga                                   | 2013年7月27日  |
| ×    | トニー・ファーガソン     | 1R終了時 TKO（顎の負傷）         | UFC 135: Jones vs. Rampage                                         | 2011年9月24日  |
| ○    | ジョー・ブラマー         | 5分3R終了 判定3-0                | UFC 114: Rampage vs. Evans                                         | 2010年5月29日  |
| ×    | ロス・ピアソン           | 2R 4:38 TKO（ドクターストップ）  | UFC 105: Couture vs. Vera                                          | 2009年11月14日 |
| ○    | シェイン・ネルソン       | 5分3R終了 判定3-0                | UFC 101: Declaration                                               | 2009年8月8日   |
| ×    | シェイン・ネルソン       | 1R 1:44 TKO（右フック）          | UFC 96: Jackson vs. Jardine                                        | 2009年3月7日   |
| ○    | ジョルジ・グージェウ     | 5分3R終了 判定3-0                | UFC 91: Couture vs. Lesnar                                         | 2008年11月15日 |
| ○    | スティーブ・クラヴォー   | 5分3R終了 判定3-0                | Xtreme MMA 5: It's Crow Time                                       | 2008年9月13日  |
| ○    | チアゴ・ミヌー           | 5分3R終了 判定3-0                | UWC 3: Invasion                                                    | 2008年4月26日  |
| ×    | ライアン・シュルツ       | 4分3R終了 判定0-3                | IFL: 2007 Team Championship Final                                  | 2007年9月20日  |
| ×    | エディ・アルバレス       | 1R 1:05 KO（スタンドパンチ連打） | BodogFight: USA vs. Russia 【MFCウェルター級タイトルマッチ】       | 2006年12月2日  |
| ○    | ダレル・スミス           | 2R 2:40 アームロック             | BodogFight: To the Brink of War                                    | 2006年8月22日  |
| ×    | スペンサー・フィッシャー | 1R終了時 TKO（ドクターストップ） | Ultimate Fight Night 3                                             | 2006年1月16日  |
| ○    | 小見川道大               | 1R 6:00 KO（右ハイキック）       | PRIDE 武士道 -其の七-                                              | 2005年5月22日  |
| ○    | アンドリュー・チャッペル | 5分3R終了 判定3-0                | HOOKnSHOOT: Arnold Classic                                         | 2005年3月4日   |
| ○    | マイコン・アラルサォン   | 1R 4:10 TKO（負傷）              | Absolute Fighting Championships: Brazil 1                          | 2005年8月28日  |
| ○    | ヌリ・シャキール         | 5分3R終了 判定3-0                | HOOKnSHOOT: Live                                                   | 2004年3月27日  |
| ×    | サム・モーガン           | 1R 2:41 腕ひしぎ十字固め         | Shooto USA: Warrior Spirit Evolution                               | 2003年11月14日 |
| ○    | セドリック・マークス     | 1R 1:40 腕ひしぎ十字固め         | Combate Extremo                                                    | 2003年8月30日  |
| ○    | ニック・ジラルディ       | 2R ギブアップ（パンチ連打）      | PPKA: Ultimate Fight Night                                         | 2003年6月28日  |
| ×    | クリス・ライトル         | 1R 3:31 KO（パンチ）             | HOOKnSHOOT: Boot Camp 1.1 【HnS世界ウェルター級王座決定戦】        | 2003年3月8日   |
| ○    | アレッシャンドリ・バロス | 5分3R終了 判定3-0                | HOOKnSHOOT: Absolute Fighting Championships 1                      | 2002年12月13日 |
| ×    | ロビー・ローラー         | 5分3R終了 判定0-3                | UFC 37: High Impact                                                | 2002年5月10日  |
| ○    | マイク・ウィルス         | 1R 腕ひしぎ十字固め              | HOOKnSHOOT: Kings 1                                                | 2001年11月17日 |
| ×    | イーブス・エドワーズ     | 5分3R終了 判定0-3                | HOOKnSHOOT: Showdown 【HnSミドル級タイトルマッチ】                 | 2001年7月14日  |
| ○    | アール・トンプソン       | 1R 2:08 腕ひしぎ十字固め         | UFCF: War 2001                                                     | 2001年4月21日  |
| ○    | スティーブ・バーガー     | 5分3R終了 判定3-0                | HOOKnSHOOT: Triumph 【HnSミドル級王座決定戦】                      | 2000年8月19日  |
| ○    | アーロン・ストレグルス   | 1R KO（パンチ連打）              | Talon Challenge 2                                                  | 2000年7月14日  |
| ○    | ジェレミー・ベネット     | 1R KO（パンチ連打）              | HOOKnSHOOT: Double Fury 1                                          | 2000年3月17日  |
| ○    | コリン・オブルーク       | 4分3R終了 判定0-3                | WEF 8: Goin' Platinum 【WEF175ポンド級王座決定戦】                 | 2000年1月15日  |
| ×    | ファラニコ・ヴァイタレ   | 1R 7:06 TKO（パンチ連打）        | Rage in the Cage 2: Marching of the Warriors                       | 1999年10月15日 |
| ×    | イーブス・エドワーズ     | 20分1R終了 判定3-0               | HOOKnSHOOT: Texas Heat                                             | 1999年10月2日  |
| ○    | ジョー・メリット         | 1R 2:24 腕ひしぎ十字固め         | Lionheart Invitational                                             | 1999年9月1日   |
| △    | CJ・フェルナンデス       | 15分1R終了 ドロー                | Submission Fighting Championships 8                                | 1999年8月7日   |
| ○    | ビリー・ジョンソン       | 1R 2:10 ギブアップ（パンチ連打） | HOOKnSHOOT: Breakout                                               | 1999年7月24日  |
| ○    | ロブ・タラック           | 1R 2:52 TKO（パンチ連打）        | Kakidamisi 1: Samurai Challenge                                    | 1999年7月11日  |
| ○    | トニー・アポント         | 1R 7:31 ギブアップ（掌底）       | Extreme Shootout                                                   | 1999年6月25日  |
| ○    | ジェームス・ジュリアン   | 1R 腕ひしぎ十字固め              | Submission Fighting Championships 6                                | 1999年4月30日  |
| ○    | シェイン・ギャレット     | 20分1R終了 判定3-0               | HOOKnSHOOT: Horizon 【パンクラススタイル・ミドル級タイトルマッチ】 | 1999年3月20日  |
| ○    | フィル・ストロフォリーノ | 1R 3:27 ギブアップ（掌打）       | HOOKnSHOOT: Eruption                                               | 1998年11月7日  |
| ○    | ブライアン・ボクレアー   | 1R 1:35 腕ひしぎ十字固め         | HOOKnSHOOT: Quest                                                  | 1998年8月14日  |
| ○    | クリス・マウンス         | V1アームロック                   | HOOKnSHOOT: N-Vision                                               | 1998年6月12日  |
| ○    | ビリー・ジョンソン       | 1R 5:08 腕ひしぎ十字固め         | HOOKnSHOOT: Elite                                                  | 1997年9月20日  |
| ×    | マリオ・ロベルト         | 膝十字固め                       | HOOKnSHOOT: When Worlds Collide                                    | 1997年7月18日  |
| ○    | クリス・マルギエリ       | ヒールホールド                   | HOOKnSHOOT: When Worlds Collide                                    | 1997年7月18日  |

## 獲得タイトル
- HOOKnSHOOTパンクラススタイル・ミドル級王座
- WEF175ポンド級王座（2000年）
- 初代HOOKnSHOOTミドル級王座（2000年）

## 表彰
- UFC ファイト・オブ・ザ・ナイト（1回）